# Golpe de Estado de 16 de Maio

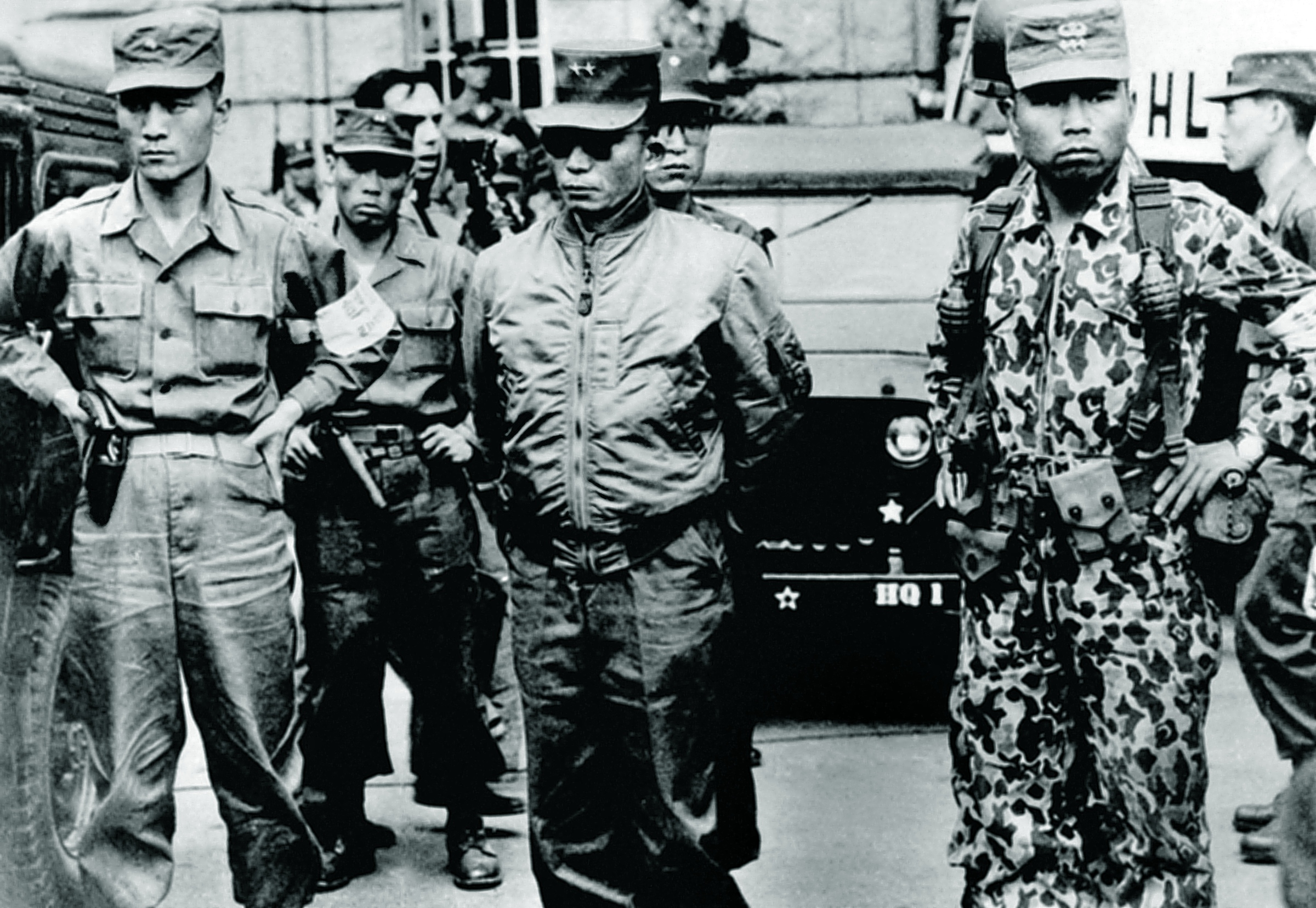
O General Park Chung-hee (em frente à direita) e os soldados responsáveis pela execução do golpe

O Golpe de 16 de Maio foi um golpe militar na Coreia do Sul em 1961, organizado e executado por Park Chung-hee e seus aliados, que constituiu o Comitê Revolucionário Militar, nominalmente liderado pelo Chefe do Estado Maior Chang Do-yong  após concordância deste último no dia do golpe. O golpe reduziu à impotência o governo democraticamente eleito de Yun Bo-seon e encerrou a Segunda República, com a instalação de um Conselho Supremo para a Reconstrução Nacional militar reformista efetivamente liderado por Park, que assumiu o posto de presidente após a prisão do general Chang em julho. O golpe de Estado foi fundamental para levar ao poder uma nova elite desenvolvimentista e para o estabelecimento dos alicerces para a rápida industrialização da Coreia do Sul sob a liderança de Park, mas seu legado é controverso devido a supressão da democracia e das liberdades civis que acarretou, e os expurgos decretados em sua passagem. Chamado de "Revolução de 16 de Maio" por Park e seus aliados, "um novo principio nacional de maturidade de espirito", a natureza do golpe como uma "revolução" é controversa e sua avaliação contestada.